# Ronde van Scandinavië
De Ronde van Scandinavië is een jaarlijkse meerdaagse wielerwedstrijd voor vrouwen, die verreden wordt in de Scandinavische landen Noorwegen, Zweden en Denemarken en die deel uitmaakt van de UCI Women's World Tour. De wedstrijd is een voortzetting van de Ladies Tour of Norway.

## Geschiedenis
Na een onderbreking van twintig jaar na de laatste Postgiro in 1993 werd er vanaf 2014 weer jaarlijks in augustus een Ronde van Noorwegen georganiseerd, onder de naam Ladies Tour of Norway. Deze behoorde de eerste drie jaren tot de UCI 2.1 categorie. De editie van 2014 werd gewonnen door de Nederlandse Anna van der Breggen, voor haar ploeggenotes Marianne Vos en Katarzyna Niewiadoma. Ook in 2016 waren de drie podiumplaatsen voor Rabo-Liv: Lucinda Brand, Thalita de Jong en Anouska Koster. In 2017, 2018 en 2019 won Vos en werd daarmee recordhoudster. Vanaf 2017 maakte de wedstrijd deel uit van de UCI Women's World Tour.
In 2019 ontstond het plan om in 2021, samen met de Zweedse Open de Suède Vårgårda, op te gaan in een tiendaagse koers Battle of the North door de Scandinavische landen Denemarken, Zweden en Noorwegen. Vanwege de Coronapandemie werd de editie van 2020 geannuleerd. Ook werden de plannen voor de Battle of the North gewijzigd: de eerste editie in 2022 zou niet uit tien maar uit zes etappes bestaan. De Zweedse wedstrijd in Vårgårda bleef als losse wedstrijd bestaan. Vanwege de oorlog in Oekraïne werd de naam Battle of the North losgelaten en werd de naam Tour of Scandinavia gekozen.

## Erelijst
| Jaar                | Winnaar                              | Tweede                               | Derde                                |
| ------------------- | ------------------------------------ | ------------------------------------ | ------------------------------------ |
| 2014                | Anna van der Breggen                 | Marianne Vos                         | Katarzyna Niewiadoma                 |
| 2015                | Megan Guarnier                       | Shelley Olds                         | Amanda Spratt                        |
| 2016                | Lucinda Brand                        | Thalita de Jong                      | Anouska Koster                       |
| 2017                | Marianne Vos                         | Megan Guarnier                       | Ellen van Dijk                       |
| 2018                | Marianne Vos                         | Emilia Fahlin                        | Coryn Rivera                         |
| 2019                | Marianne Vos                         | Coryn Rivera                         | Leah Kirchmann                       |
| 2020                | niet verreden vanwege Coronapandemie | niet verreden vanwege Coronapandemie | niet verreden vanwege Coronapandemie |
| 2021                | Annemiek van Vleuten                 | Ashleigh Moolman-Pasio               | Kristen Faulkner                     |
| Tour of Scandinavia |                                      |                                      |                                      |
| 2022                | Cecilie Uttrup Ludwig                | Liane Lippert                        | Alexandra Manly                      |
| 2023                | Annemiek van Vleuten                 | Cecilie Uttrup Ludwig                | Amber Kraak                          |

### Meervoudige winnaars
| Overwinningen | Renster              | Jaren            |
| ------------- | -------------------- | ---------------- |
| 3             | Marianne Vos         | 2017, 2018, 2019 |
| 2             | Annemiek van Vleuten | 2021, 2023       |

### Overwinningen per land
| Aantal | Land                  |
| ------ | --------------------- |
| 7      | Nederland             |
| 1      | Denemarken, Duitsland |

World Cup:
1998 · 
1999 · 
2000 · 
2001 · 
2002 · 
2003 · 
2004 · 
2005 · 
2006 · 
2007 · 
2008 · 
2009 · 
2010 · 
2011 · 
2012 · 
2013 · 
2014 · 
2015
World Tour:
2016 · 
2017 · 
2018 · 
2019 · 
2020 · 
2021 ·
2022 ·
2023 ·
2024 ·
2025
Huidige koersen:
Tour Down Under · Cadel Evans Great Ocean Road Race · Ronde van de Verenigde Arabische Emiraten · Omloop Het Nieuwsblad · Strade Bianche · Ronde van Drenthe · Trofeo Alfredo Binda · Classic Brugge-De Panne · Gent-Wevelgem · Ronde van Vlaanderen · Parijs-Roubaix · Amstel Gold Race · Waalse Pijl · Luik-Bastenaken-Luik · Ronde van Chongming · Ronde van het Baskenland · Ronde van Burgos · RideLondon Classique · The Women's Tour · Ronde van Zwitserland · Giro Donne · Tour de France Femmes · Ronde van Scandinavië · Bretagne Classic · Simac Ladies Tour · La Vuelta Femenina · Ronde van Romandië · Ronde van Guangxi
Voormalige koersen:
Philadelphia Cycling Classic · Ronde van Californië · Emakumeen Bira · La Course by Le Tour de France · Open de Suède Vårgårda